# Banco de Crédito de Bolivia
Banco de Crédito de Bolivia (abreviado como BCP y también conocido como BCP Bolivia) es una institución financiera boliviana con sede central en La Paz. Es una subsidiaria internacional perteneciente a Banco de Crédito del Perú, que a su vez pertenece a Credicorp la institución financiera más grande del Perú. Banco de Crédito de Bolivia empezó sus operaciones en el país tras la adquisición del banco boliviano Banco Popular en 1994. 
Banco de Crédito de Bolivia proporciona sus productos y servicios financieros a través de operativos 2,223 agencias, 240 ATMs, centros de llamada, y plataformas bancarias en línea. Banco de Crédito de Bolivia es actualmente el quinto banco más grande en el país medido en términos de activos.

## Historia

### Adquisición de Banco Popular
En 1994, Banco de Crédito del Perú adquirió el banco boliviano Banco Popular (filial boliviana del estatal Banco Popular del Perú, actualmente desaparecido) y lo rebautizó a Banco de Crédito de Bolivia S.A.. La adquisición de Banco Popular de Bolivia permitió a la compañía peruana participar en el mercado financiero boliviano. BCP Bolivia se convirtió en una empresa 100% subsidiaria de Banco de Crédito del Perú.

### Adquisición de Banco de La Paz y Banco Boliviano Americano
En 1998, Banco de Crédito del Perú anunció sus intenciones para adquirir el banco boliviano americano y Banco de La Paz, a través de su subsidiario BCP Bolivia. La adquisición de un segundo banco boliviano expandió la presencia del banco peruano en Bolivia y le permitió abrir nuevas sucursales en diferentes ciudades de ese país.
En 1999, BCP Bolivia anunció la adquisición de Banco Boliviano Americano, entidad financiera que se encontraba en la quiebra. BCP Bolivia adquirió las operaciones del banco así como sus oficinas centrales.

## Operaciones

### Banca personal
La división de banca personal de Banco de Crédito de Bolivia consiste en la principal actividad de la entidad financiera. Esta división ofrece servicios financieros a clientes individuales y pequeños negocios. Los servicios que se ofrecen son los siguientes:
Banca minorista: 
1. Ofertas cuentas Transaccionales,
2. cuentas das corrientes
3. cajeros automáticos
4. la app BCP BOLIVIA tiene pago y cobro fácil QR "SIMPLE", y NFC para tarjetas de débito
5. hipotecas de viviendas de interés social
6. tarjetas de débito, Visa Debit Classic[6] de VISA que se puede comprar por Internet con chip y contactless en tarjetas con la tecnología NFC.
7. tarjetas de crédito, VISA[7] que se puede comprar por Internet con chip y contactless en tarjetas con la tecnología NFC..
8. hipotecas,
9. billetera móvil denominada Yape Bolivia, la app tiene pago y cobro fácil QR "SIMPLE" y también se puede comprar en tiendas que tienen el datáfono y se puede retirar de cajeros automáticos.
10. Página Web
11. transferencias interbancarias
12. y préstamos personales.

### Banca corporativa
1. Cuentas de banco empresariales,
2. ahorros,
3. pagos de impuestos nacionales y municipales
4. pago de jubilación
5. pago de aportes de vejez a largo plazo
6. tarjetas de crédito corporativas.
7. hipotecas
8. chequeras
9. préstamos corporativos.
10. pago de salarios
11. pago de bonos del estado

### Credibolsa S.A.
Credibolsa es una filial de BCP Bolivia que proporciona servicios de asesoría financiera en el mercado de valores boliviano para la compra y venta de seguridades. También proporciona servicios y consultoría financieras administración de inversión, entre otros servicios.[cita requerida]

### Crediseguro S.A.
Crediseguro es una filial del BCP Bolivia.[cita requerida]

### Accionistas
| Instituciones                                    | Capital (Bs.) | Participación | Porcentaje de participación (%) |
| ------------------------------------------------ | ------------- | ------------- | ------------------------------- |
| Banco de Crédito del Perú                        | 282,320,000   | 14,116        | 95.84                           |
| Credicorp                                        | 12,000,000    | 600           | 4.07                            |
| Inversiones 2020 S.A.                            | 80,000        | 13            | 0.03                            |
| Solución Empresa Administradora Hipotecaria S.A. | 80,000        | 4             | 0.03                            |
| MiBanco, Banco de la Microempresa S.A.           | 80,000        | 13            | 0.03                            |

## Avión pirata
Una de las sucursales del banco estuvo una vez ubicada dentro de un avión famoso, la leyenda local Avión Pirata.